# Martin Marković
Martin Marković (13 de enero de 1996) es un deportista de Croacia que compite en atletismo. Ganó una medalla de oro en el Campeonato Mundial Junior de Atletismo de 2014 y una medalla de bronce en la Copa Europea de Lanzamientos de 2023, en la prueba de disco.